# روجر إنغرام
روجر إنغرام (بالإنجليزية: Roger Ingram)‏ هو عازف جاز أمريكي، ولد في 13 نوفمبر 1957 في باسادينا في الولايات المتحدة.

## وصلات خارجية
- روجر إنغرام على موقع ميوزك برينز (الإنجليزية)
- روجر إنغرام على موقع ديسكوغز (الإنجليزية)